# Forever Blue
Forever Blue is een nummer van de Australische rockband Little River Band uit 1986, heruitgegeven in 1995. Het nummer is afkomstig van hun negende studioalbum No Reins.
Het nummer was er al als albumtrack in 1986, maar werd in 1995 een radiohit in Nederland. Dit omdat het veelvuldig gedraaid werd door diverse radio-dj's, onder wie Rob Stenders. Hierdoor bereikte het nummer de 15e positie in de Nederlandse Top 40. Op de B-kant van het nummer staat Help Is on Its Way, wat in 1977 al een hit was.

## NPO Radio 2 Top 2000
| Nummer met noteringen in de NPO Radio 2 Top 2000 | '99  | '00 | '01 | '02 | '03  | '04  | '05  | '06  | '07  | '08  | '09  | '10  | '11  | '12  | '13  | '14  |
| ------------------------------------------------ | ---- | --- | --- | --- | ---- | ---- | ---- | ---- | ---- | ---- | ---- | ---- | ---- | ---- | ---- | ---- |
| Forever Blue                                     | 1246 | 984 | 854 | 890 | 1178 | 1238 | 1210 | 1379 | 1451 | 1274 | 1819 | 1601 | 1835 | 1973 | 1819 | 1864 |

1. ↑  Een vetgedrukt getal geeft de hoogste notering aan.
2. ↑  Deze tabel is bijgewerkt tot en met de meest recente editie (2024).